# 黑丘龍屬
黑丘龍屬（屬名：Melanorosaurus）又名梅蘭龍、美蘭龍，黑丘龍身長12公尺，是種植食性恐龍，屬於黑丘龍科，是三疊紀最大的植食性恐龍，生存於三疊紀晚期的南非。牠們擁有巨大身體與健壯的四肢，顯示牠們以四足方式移動。四肢骨頭巨大而沉重，類似蜥腳類的四肢骨頭。如同大部分蜥腳類的脊椎骨，黑丘龍的脊椎中空，以減輕重量。
屬名在希臘文意為「黑色山脈蜥蜴」，melano-/μελανο-意為黑色，oros/ορος意為山脈，saurus/σαυρος意為蜥蜴。

## 發現與種
模式標本是在1924年敘述，發現於上三疊紀的艾略特組地層，位於南非特蘭斯凱的Thaba 'Nyama（黑色山脈）北側山麓。直到2007年，才發現第一個黑丘龍的完整顱骨。黑丘龍目前只有一個種：模式種里德氏黑丘龍（M. readi )。

## 分類
黑丘龍過去被分類於原蜥腳下目，但現在被認為是原始蜥腳類恐龍。

## 敘述
黑丘龍的顱骨約25公分長，大致呈三角形，口鼻部略尖。前上頜骨各有4顆牙齒，這是種原始蜥腳形亞目的特徵。上頜骨各有19顆牙齒。黑丘龍的身長約12公尺。